# The Enigma
Людина-пазл або Енігма (англ. The Enigma) — американський актор, актор і музикант, який зазнав значних модифікацій тіла, включаючи імплантати рогів, зміну форми вух, багаторазовий пірсинг і татуювання-пазл на все тіло. Його процес татуювання розпочався 20 грудня 1992 року під голкою «Леді Тигр Катцен», з якою він згодом одружився, і з тих пір розлучився. На сьогоднішній день над ним працювало понад двісті тату-майстрів, причому одночасно було нанесено аж двадцять три тату.>.
Він внесений в Книгу рекордів Гіннеса за свої татуювання.

## Біографія
Лоуренс народився в Лонг-Біч, Каліфорнія, виріс у Сіетлі і почав вивчати музику, коли йому було шість років. У 1991 році він почав брати участь у цирку Джима Роуза, з яким він виступав по всьому світу до 1998 року, гастролюючи з такими групами, як Nine Inch Nails, Marilyn Manson, Korn, Godsmack, а одного разу виступав з Девідом Боуї. Потім Enigma гастролював з Катценом, граючи музику та виступаючи на сайд-шоу під псевдонімом «Людське диво». Він виступав на заході Halloween Horror Nights у Universal Studios Orlando]] восени 2007 року з Сераною Роуз, виконуючи різні трюки з вогнем, електрикою, електроінструментами та лезами. Він також виступав у Детройтському театрі Bizarre.
Дженест проживає в Квебеку і зробив своє перше татуювання, коли йому було всього 16 років. Після того як він пішов з дому і зустрів в Монреалі художника Френка Льюїса , у нього з'явилося бачення про татуювання зомбі і шість років по тому він став Дівчиною-Зомбі. На перший погляд, його татуювання нагадують скелет, але при найближчому розгляді можна розгледіти розкладається тіло пронизане личинками.
Енігма також іноді з'являється в ЗМІ і навіть знявся в «Секретних матеріалах» і з'явився на шоу «Пенн і Теллер» . Його шоу включає номер під назвою «Поцілунок Смерті», в ході якого він ставить собі в рот яблуко і відрізає його низ бензопилкою, підпалює цигарку партнера електроінструментом і навіть засовує собі голку в око.